# Sylvain Marconnet
Pour les articles homonymes, voir Marconnet.

a Compétitions nationales et continentales officielles uniquement.

b Matchs officiels uniquement.
Dernière mise à jour le 22 mai 2012.
Sylvain Marconnet, né le 8 avril 1976 à Givors (Rhône), est un joueur français de rugby à XV. Il joue en équipe de France et joue au poste de pilier gauche ou droit au sein de l'effectif du Stade français puis du Biarritz olympique (1,83 m pour 109 kg).
Joueur à la fois solide, technique et mobile, il a l'avantage de pouvoir jouer indifféremment pilier gauche ou pilier droit.
Avec le Stade français, il remporte cinq fois le championnat de France en 1998, 2000, 2003, 2004 et 2007 puis remporte avec le Biarritz olympique le Challenge européen en 2012. Avec le XV de France, il remporte cinq fois le Tournoi des Six Nations en 2002, 2004, 2006, 2007 et 2010. 
En 2010, il figure sur la Dream Team européenne de l'European Rugby Cup (ERC), à savoir la meilleure équipe-type des compétitions des clubs européens au cours des 15 dernières années.

## Biographie

### Carrière en club
Le 19 mai 2001, il est titulaire en finale de la Coupe d'Europe, associé en première ligne à Fabrice Landreau et Pieter de Villiers, au Parc des Princes à Paris face au Leicester Tigers mais les Anglais s'imposent 34 à 30 face aux Parisiens.
En 2005, il participe avec le Stade français à la finale de Coupe d'Europe face au Stade toulousain au Murrayfield Stadium à Édimbourg. Il commence le match sur le banc puis remplace Pieter de Villiers à la 51e minute. À l'issue du temps réglementaire, les deux équipes sont à égalité, 12 à 12, mais les toulousains parviennent à s'imposer 12 à 18 à l'issue des prolongations.
Durant la saison 2011-2012, le Biarritz olympique atteint la finale du Challenge européen. Pour cette rencontre face au RC Toulon, il entre en jeu et le BO l'emporte 21-18,. Il s'agit du dernier match de sa carrière puisqu'il prend sa retraite sportive à l'issue de cette saison,.

### Carrière internationale
Après sa première sélection et un premier tournoi disputé en 1999, il est écarté de la Coupe du monde, tout comme Jean-Jacques Crenca, le sélectionneur Jean-Claude Skrela leur préférant Cédric Soulette. Il revient après la demi-finale à la suite de la sanction de Christian Califano et de la blessure de Thomas Lièvremont, devant le risque de suspension de Franck Tournaire.
Après une saison 1999-2000 vierge de sélection — malgré la nomination de son ancien entraîneur, au Stade français Paris, Bernard Laporte, à la tête des Bleus — son titre de champion de France le propulse titulaire en première ligne du XV de France pour les test-matches de novembre 2000. 
Face aux Blacks, il forme une tête de mêlée entièrement aux couleurs du Stade français, avec ses camarades Fabrice Landreau et Pieter de Villiers. Cependant, auteur d'un tournoi moyen, il perd sa place de titulaire et malgré un baroud d'honneur face aux Anglais, il rate la tournée. Néanmoins, Bernard Laporte affirme vouloir le reconvertir à droite.
Il participe au grand chelem de 2002, en remplaçant Jean-Baptiste Poux face aux Écossais et s'envole pour la tournée où il est titulaire au poste de pilier droit, évinçant le Narbonnais.
Remplaçant en novembre 2002, il est bombardé titulaire à droite dans le tournoi 2003 après la suspension de de Villiers et la prestation calamiteuse de Califano face aux Anglais. Sélectionné pour la Coupe du monde, il devient titulaire après le forfait de de Villiers mais rate l'entame à cause d'une blessure. De retour face à l'Écosse, il fait un match fantastique en quarts de finale face aux Irlandais puis connaît l'élimination face aux Anglais. Ayant beaucoup donné, il est victime d'un malaise face aux Blacks pour la petite finale.
Parfois moyen, il devient titulaire à gauche après la mise à l'écart de Crenca, statut qu'il conserve deux saisons. L'explosion d'Olivier Milloud et son statut de polyvalent droite-gauche en première ligne font de lui un remplaçant de luxe en équipe de France, comme au Stade français où il doit s'incliner devant la concurrence de l'Argentin Rodrigo Roncero.
Définitivement installé remplaçant après le naufrage face aux Blacks en novembre 2006, il devient le pilier le plus capé de France (71 sélections) durant le tournoi. Malheureusement, le 4 mars 2007, il se fracture le tibia gauche au ski. Son indisponibilité, estimée à cinq mois, entrave sérieusement sa préparation pour la coupe du monde 2007 pour laquelle il doit finalement céder sa place à Nicolas Mas dans la sélection française.
Après le Mondial, il est pressenti pour rejoindre les Bleus à l'occasion du match contre l'Italie comptant pour le Tournoi. Alors que son retour ne s'est fait que quelques semaines auparavant et qu'il n'a que quelques dizaines de minutes de jeu « dans les jambes », il décline toute éventuelle proposition de sélection pour préserver sa santé.
En mars 2009, il est rappelé en équipe de France par son ancien coéquipier du Stade français et du XV de France, Marc Lièvremont, désormais sélectionneur, pour affronter le pays de Galles lors du Tournoi des Six Nations 2009. À la suite du match, il réintègre pleinement l'équipe nationale. Il est même capitaine à l'occasion du match contre les Samoas à l'automne.
Remplaçant contre l'Irlande, il remporte le grand chelem lors du Tournoi des Six Nations 2010. Blessé, il sort du groupe et ne le réintègre qu'un an plus tard.
Titulaire contre l'Italie dans le Tournoi des Six Nations 2011, il est écarté après la défaite des Bleus.
En 2011, il participe à un stage de Coupe du monde mais n'est pas retenu à la dernière minute par Marc Lièvremont.

### Après carrière

#### Retraite sportive
En 2009, il s'associe à Gilles Dumas et Loïc Yviquel dans l'agence Sportlab. 
En 2012, après la fin de sa carrière, il prend place en tant que directeur associé chargé du développement au sein du Groupe Sportlab. Il contribuera à fonder Sponsorise Me, première plateforme de financement participatif spécialisée dans le sport qui a fait le buzz lors de son lancement à la suite de la diffusion de la vidéo de Romain Mesnil. Grâce à son appui, Sponsorise Me gagne de nombreux titres tels que le trophée Sporsora de l'innovation media, le prix de l'innovation sportive Sport Numéricus et est classée par le magazine Challenges parmi les 100 startups d'avenir. De nombreux projets à succès sont réalisés comme l'Avenue des Légendes, qui collectent près de 550 000 euros grâce au soutien de plus de 5 300 contributeurs.
En 2014, il crée SL Event, structure d’organisation d’événements propriétaires du Groupe Sportlab, et organise le Rugby Masters, match qui oppose le Rugby club toulonnais, vainqueur de la précédente coupe d'Europe, à l'un des meilleurs club de l'hémisphère sud, la franchise sud-africaine des Sharks, le 5 février 2015. SL Events est également l'organisateur des Defirun Assu 2000, course d'obstacles conviviale et accessible à tous, en compagnie d'ambassadeurs sportifs de prestige tels que Mehdi Baala, Ladji Doucouré, Marc Raquil ou encore l'ancienne Miss France Laury Thilleman. 
Depuis sa retraite, il aura permis à faire grandir les différentes structures du Groupe Sportlab, qui est passé de 15 à 50 salariés. 

#### Consultant
Alors qu'il évolue encore au Biarritz olympique, il est consultant pour France Télévisions durant la Coupe du monde 2011. Durant la coupe du monde 2015, il est consultant pour TF1.
Il commente les matchs de l'équipe de France des moins de 20 ans dans le Tournoi des Six Nations sur France 4 aux côtés de Jean Abeilhou en 2013, 2014 et 2015 puis aux côtés d'Hélène Archilla-Macurdy de 2016 à 2019,,,. De 2012 à 2019 (sauf 2017), il commente aussi l'un des trois matchs de la dernière journée du Tournoi des Six Nations séniors avec Jean Abeilhou,,,. En 2018-2019, il commente également des matchs du challenge européen sur France 4 aux côtés de Laurent Bellet. Il est à l'origine de l'expression "c'est un peu cafouillon", qu'il utilise régulièrement à l'antenne.

## Statistiques

### En équipe nationale
Sylvain Marconnet compte 84 sélections avec l'équipe de France, entre le 14 novembre 1998 à Nantes contre l'équipe d'Argentine et le 13 août 2011 à Bordeaux contre l'Irlande, dont 58 titularisations. Il inscrit quinze points, trois essais,.
Il participe à onze éditions du tournoi des Six Nations, d'abord en 1999, alors tournoi des Cinq Nations, puis en 2001, 2002, 2003, 2004, 2005, 2006, 2007, 2009, 2010 et 2011. Il dispute 40 rencontres, dont 26 en tant que titulaire, dans cette compétition. Il remporte trois Grand Chelem en 2002, 2004 et 2010, remportant deux autres éditions, en 2006, 2007.

#### Liste des essais internationaux
| Essai | Adversaire       | Stade                        | Compétition | Date         | Résultat |
| ----- | ---------------- | ---------------------------- | ----------- | ------------ | -------- |
| 1     | Australie        | Stadium Australia, Sydney    | Test match  | 29 juin 2002 | Défaite  |
| 2     | Nouvelle-Zélande | Lancaster Park, Christchurch | Test match  | 28 juin 2003 | Défaite  |
| 3     | Roumanie         | Cotroceni Stadium, Bucarest  | Test match  | 17 juin 2006 | Victoire |

### Avec les Barbarians
En novembre 2001, il connaît une première sélection avec les Barbarians français contre les Fidji à Toulon. Les Baa-Baas s'inclinent 17 à 15.
En novembre 2010, il est invité avec les Barbarians français pour jouer un match contre les Tonga au Stade des Alpes à Grenoble. Ce match est aussi le jubilé de Jean-Baptiste Elissalde. Les Baa-Baas s'inclinent 27 à 28.
En novembre 2014, il est désigné pour entraîner les Barbarians français en compagnie de Bernard Laporte et Pierre Mignoni lors d'un match contre la Namibie au Stade Mayol de Toulon. Les Baa-Baas l'emportent 35 à 14.

## Palmarès

### En club
- FC Grenoble
  - Vainqueur du Championnat de France Crabos en 1995

- Stade français
  - Vainqueur du Championnat de France en 1998, 2000, 2003, 2004 et 2007
  - Vainqueur de la Coupe de France en 1999
  - Finaliste de la Coupe d'Europe en 2001 et 2005
  - Finaliste du Championnat de France en 2005

- Biarritz olympique
  - Vainqueur du Challenge européen en 2012

### En équipe nationale
- France
  - Vainqueur du Tournoi des Six Nations en 2002 (Grand Chelem), 2004 (Grand Chelem), 2006, 2007, 2010 (Grand Chelem)
  - Quatrième de la Coupe du monde en 2003

#### Tournoi des Six Nations
| Édition           | Rang | Résultats France | Résultats Marconnet | Matchs Marconnet |
| ----------------- | ---- | ---------------- | ------------------- | ---------------- |
| Cinq Nations 1999 | 5    | 1 v, 0 n, 3 d    | 1 v, 0 n, 3 d       | 4/4              |
| Six Nations 2001  | 5    | 2 v, 0 n, 3 d    | 2 v, 0 n, 3 d       | 5/5              |
| Six Nations 2002  | 1    | 5 v, 0 n, 0 d    | 1 v, 0 n, 0 d       | 1/5              |
| Six Nations 2003  | 3    | 3 v, 0 n, 2 d    | 3 v, 0 n, 2 d       | 5/5              |
| Six Nations 2004  | 1    | 5 v, 0 n, 0 d    | 5 v, 0 n, 0 d       | 5/5              |
| Six Nations 2005  | 2    | 4 v, 0 n, 1 d    | 4 v, 0 n, 1 d       | 5/5              |
| Six Nations 2006  | 1    | 4 v, 0 n, 1 d    | 4 v, 0 n, 1 d       | 5/5              |
| Six Nations 2007  | 1    | 4 v, 0 n, 1 d    | 3 v, 0 n, 0 d       | 3/5              |
| Six Nations 2009  | 3    | 3 v, 0 n, 2 d    | 2 v, 0 n, 1 d       | 3/5              |
| Six Nations 2010  | 1    | 5 v, 0 n, 0 d    | 1 v, 0 n, 0 d       | 1/5              |
| Six Nations 2011  | 2    | 3 v, 0 n, 2 d    | 1 v, 0 n, 2 d       | 3/5              |

Légende : v = victoire ; n = match nul ; d = défaite ; la ligne est en gras quand il y a Grand Chelem.

#### Coupe du monde
Sylvain Marconnet participe à une édition de la Coupe du monde, en 2003, où il dispute cinq rencontres, face à l'Écosse, aux États-Unis, l'Irlande, l'Angleterre et la Nouvelle-Zélande.
| Édition        | Rang      | Résultats France | Résultats Marconnet | Matchs Marconnet |
| -------------- | --------- | ---------------- | ------------------- | ---------------- |
| Australie 2003 | Quatrième | 5 v, 0 n, 2 d    | 3 v, 0 n, 2 d       | 5/7              |

Légende : v = victoire ; n = match nul ; d = défaite.